# 马修·森特罗维兹
小马修·森特罗维兹（英語：Matthew Centrowitz Jr.，1989年10月18日—），美国男子田径运动员，专攻1500米。以3分50.00秒的成绩获得2016年里约奥运会男子1500米金牌，是首位获得该项目金牌的美国运动员。